# Круговий метод Гарді — Літлвуда
В математиці круговий метод Гарді-Літлвуда  являє собою метод аналітичної теорії чисел. Названий на честь Гарді та Літлвуда, які розробили його в ряді робіт по проблемі Воринга.

## Історія
Первісну ідею, як правило, відносять до роботи Гарді з Срініваса Рамануджан кількома роками раніше, в 1916 і 1917 роках, щодо асимптотики функції розбиття числа. Вона була підхоплена багатьма іншими дослідниками, в тому числі Гарольдом Девенпортом та Іваном Виноградовим, які дещо змінили формулювання (перейшовши від комплексного аналізу до експоненційних сум), не змінюючи загального обрису. На 2022 рік метод і досі дає результати.

## Постановка задачі
Мета полягає в тому, щоб довести асимптотичну поведінку ряду: показати, що an ~ F(n)) для деякої функції. Це робиться шляхом прийняття твірної функції ряду, та обчислення залишків близько нуля (по суті коефіцієнтів Фур'є). Технічно, твірна функція масштабується так, щоб мати радіус збіжності 1, тому вона має особливості на одиничному колі - таким чином, неможливо взяти контурний інтеграл по одиничному колу.
Круговий метод надає рецепт обчислення цих лишків, за допомогою розбиття кола на дрібні дуги (основна частина окружності) і основних дуг (малі дуги, що містять найбільш суттєві особливості), а потім обмежує поведінку на малих дугах. В багатьох випадках, що представляють інтерес (наприклад, тета-функція), особливості виникають при коренях з одиниці, і значущість особливостей відповідає послідовності Фарея. Таким чином, можна досліджувати найбільш значущі особливості, і, якщо пощастить, обчислити інтеграли.

### Математичне формулювання
Коло в питанні було спочатку одиничним коло в комплексній площині. Зважаючи на те, що проблема вперше була сформульована в таких термінах, що для послідовності комплексних чисел
an, n = 0, 1, 2, 3, ...
ми хочемо знайти певну асимптотичну інформацію типу
an ~ F(n)
і в нас є евристичні причини вгадати форму F (застосувати анзац), ми пишемо твірну функцію у вигляді степеневого ряду:
{\displaystyle f(z)=\sum a_{n}z^{n}}.
Цікаві ті випадки, коли f має радіус збіжності рівний 1, і ми вважаємо, що вихідна проблема переформульована до такого вигляду.

### Лишки
При такому формулюванні з теореми про лишки безпосередньо випливає, що
{\displaystyle I_{n}=\int f(z)z^{-(n+1)}\,dz=2\pi ia_{n}}
для цілих n ≥ 0, де інтеграл береться по колу радіуса r  із центром у точці 0, для довільного r з
0 < r < 1.
Інакше кажучи, це контурний інтеграл по коловому контуру, який проходиться один раз проти годинникової стрілки. Ми хотіли б взяти r = 1, тобто безпосередньо використовувати одиничне коло. При формулюванні як задачі комплексного аналізу це проблематично, оскільки значення f можуть бути невизначені на такому колі.

### Сингулярності на одиничному колі
Проблема, розв'язувана коловим методом, це прийняття r = 1, виходячи з розуміння природи особливостей f на одиничному колі. Важливим кроком стало розуміння ролі, яку відіграє послідовність Фарея раціональних чисел, або ж коренів з одиниці.
{\displaystyle \zeta \ =\exp \left({\frac {2\pi ir}{s}}\right).}
Виявляється, що знаменник s, якщо r/s є нескоротним, визначає відносну важливість сингулярної поведінки типової f поблизу ζ.

### Метод
Круговий метод Гарді-Літтвуда в комплексно-аналітичному формулюванні виглядає так. Внески в обчислюваний In, коли r → 1, слід обчислювати двома способами, які традиційно називають основні дуги та незначні дуги. Розподілимо корені з одиниці ζ на два класи, залежно від s ≤ N чи s > N, де N є функцією від n, яку ми можемо обирати зручним чином. Інтеграл  In розбивається на інтеграли по меншим дугам кола поблизу від ζ, довжина кожної є функцією s (обраною, знову ж таки, на наш розсуд). Дуги складають повне коло; сума інтегралів по основних дугах має складати 2πiF(n) (на практиці це виконується з точністю до прийнятного залишкового члена). Сума інтегралів по незначних дугах замінюється її верхньою межею, меншою за порядком, ніж F(n).

## Обговорення
За такого сміливого формулювання не зовсім зрозуміло, чому цей метод має працювати. Підтвердження цього вимагають досить глибокого аналізу. Одним з очевидних джерел є теорія тета-функцій.

### Задача Воринга
В контексті задачі Воринга, степені тета-функції є твірними функціями для функції суми квадратів. Її аналітична поведінка відома набагато детальніше, ніж, приміром, для кубів.

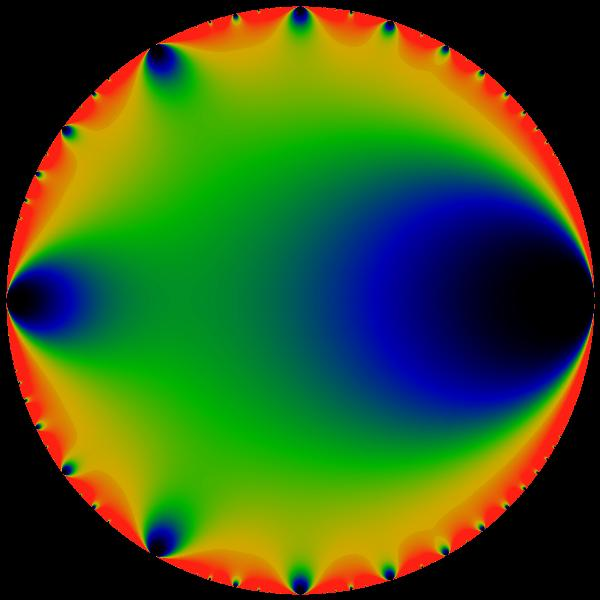
Типова сингулярна поведінка тета-функції

В цьому випадку на псевдокольоровій діаграмі видно, що для тета-функції «найважливішою» є точка на граничному колі із z = 1; далі за зниженням важливості йде z = −1, а потім два комплексних кубічних корені з одиниці на 7 та 11 годині. Ще далі йдуть корені четвертої степені з одиниці i та −i. Хоча тут іще не видно гарантій, що аналітичний метод працюватиме, ця ілюстрація пояснює причину застосування критеріїв ряду типу Фарея щодо коренів з одиниці.
У випадку задачі Воринга беруть достатньо високий степінь твірної функції для створення ситуації, коли сингулярності, впорядковані в так званий ряд сингулярностей, домінують. Чим дешевші оцінки використовуються для інших дуг, тим точніші результати. Як сказав Браян Бьйорч, метод по своїй суті марнотратний. Це не стосується випадку функції розбиття, де вказано можливість у певних ситуаціях контролювати похибку оцінок.

### Тригонометричні суми Виноградова
Згодом І. М. Виноградов розширив техніку, замінивши формулювання експоненційної суми f(z) скінченним рядом Фур'є, так що відповідний інтеграл In став коефіцієнтом Фур'є. Виноградов застосував скінченні суми до проблеми Воринга в 1926 році, а метод тригонометричних сум загалом став знаним як «круговий метод Харді, Літлвуда та Рамануджана у формі тригонометричних сум Виноградова». По суті це відкидає увесь «хвіст» твірної функції, що дозволяє встановити r в операції граничного переходу безпосередньо на значення 1.

## Застосування
Уточнення методу дозволяє довести результати про рішення однорідних діофантових рівнянь, допоки число змінних k більше від ступеня d (див. теорема Берча, наприклад). Це виявляється внеском в принцип Хассе, здатний надавати кількісну інформацію. Якщо d є фіксованим і k маленьке, потрібні інші методи, та й сам принцип Хассе, як правило, зазнає невдачі.

## Контур Радемахера

Круги Форда: Позиція кожного кругу визначається нескоротним дробом. Темні круги для дробів 0/1, 1/1, 1/2, 1/3, 2/3, 1/4, 3/4, 1/5, 2/5, 3/5 та 4/5. Кожен круг є дотичним до горизонтальної осі та сусідніх із ним кругів (див. також Дотична пряма до кола). Дроби з однаковим знаменником задають позиції кругів однакового радіусу.

В окремому випадку, коли круговий метод застосовується для пошуку коефіцієнтів модулярної форми негативної ваги, Ханс Радемахер знайшов таку модифікацію контуру, за якої ряд кругового методу сходиться до точного результату. Для того, щоб описати його контур, зручно замінити одиничне коло верхньою півплощиною, зробивши заміну z = exp(2πiτ), так що контурний інтеграл стає інтеграл від τ = i до τ = 1 + i. (Число i може бути замінено будь-яким іншим числом з верхньої півплощини, проте i є найзручнішим вибором.) Контур Радемахера  (більш-менш) визначається межами всіх кругів Форда від 0 до 1, як показано на малюнку. Заміна лінії від i до 1 + i межами цих кіл є нетривіальним граничним переходом, який може бути виправданим для модулярних форм негативної ваги, а також із певною обережністю для непостійних членів у випадку ваги 0 (іншими словами, для модулярних функцій).